# Wielkie wakacje
Wielkie wakacje – francuski film komediowy z 1967 z udziałem Louisa de Funèsa.

## Fabuła
Znerwicowany dyrektor gimnazjum, Charles Bosquier (Louis de Funès), ma poważne kłopoty wychowawcze ze swoim starszym synem, Philippem. Philippe oblał maturę z angielskiego, a dla ambitnego ojca niepowodzenia syna w nauce to plama na honorze. Pan Bosquier postanawia więc raz na zawsze rozwiązać ten problem i wysyła syna do Anglii, by tam w końcu nauczył się języka. W ramach wymiany do Francji ma natomiast przyjechać Shirley (Martine Kelly) – córka producenta szkockiej whisky, Mac Farrela (Ferdy Mayne).
Próby narzucenia własnej woli natrafiają jednak na zdecydowany opór ze strony upartego młodzieńca i Philippe na przekór ojcu postanawia pokrzyżować jego wakacyjne plany względem swojej osoby. Nie ma zamiaru wyjechać do Anglii, bo o wiele bardziej podoba mu się spływ łodzią po Sekwanie do portu w Hawrze. Na swoje miejsce do Anglii wysyła natomiast przyjaciela Michonneta (Maurice Risch). Bosquier odkrywa jednak spisek i udaje się na poszukiwanie przekornego syna.

## Obsada
- Louis de Funès: Charles Bosquier, dyrektor gimnazjum
- Martine Kelly: Shirley Mac Farrell
- Claude Gensac: Isabelle Bosquier, żona
- Ferdy Mayne: Mac Farrell, producent whisky, ojciec Shirley
- Olivier de Funès: Gérard Bosquier
- François Leccia: Philippe Bosquier
- Maurice Risch: Michonnet
- Jean-Pierre Bertrand: Christian, kolega Philippe’a
- René Bouloc: Bargin, mechanik, uczeń gimnazjum
- Jacques Dublin: Claude, kolega Philippe’a
- Dominique Maurin: Michel, kolega Philippe’a
- Max Montavon: Morizot, profesor
- Dominique Davray: Rose, właścicielka baru
- Jacques Dynam: Mr Croizac, rozwoziciel węgla
- Emile Prudhomme: Mimile, akordeonista
- Guy Grosso: Chastenet, profesor
- Carlo Nell: profesor
- Daniel Bellus: uczeń gimnazjum
- Colin Drake: Jenkins, lokaj Mac Farrella
- Jean Droze: Benoît, ogrodnik
- Mario David: pechowy kierowca samochodu

## Odbiór
Był to największy przebój kasowy we Francji sezonu 1968/1969 i wówczas najbardziej dochodowy film z Louisem de Funèsem.
Joanna Guze na łamach „Filmu” dała neutralną recenzję. Napisała, że film posługuje się wypróbowanymi schematami charakteryzującymi inne filmy z udziałem de Funèsa, którego typ komedii sprawdza się tylko jednorazowo: „Jego największą [filmu] jest to, że można go oglądać nie bez satysfakcji, choć nieco innego rodzaju niż przewidzieli autorzy tego przeboju kina francuskiego: jedne kinematografie Pan Bóg karze niemożnościa zrobienia komedii filmowej, inne komediami z Louis de Funèsem. Tak czy inaczej, każdy ma za swoje”.